# Димитър Медаров
Димитър Иванов Медаров е български революционер, войвода на Вътрешната македонска революционна организация.

## Биография
Медаров е роден в кочанското село Дулица и е съселянин на войводата на ВМРО Харалампи Златанов. Влиза във възстановената след първата световна война организация и е четник при Тодор Александров и Панчо Михайлов в края на 1920 година. През пролетта на 1922 година става районен войвода на селската милиция в Царевоселско. През зимата на 1922 година Медаров взима участие в Кюстендилската акция. После е четник при Панчо Михайлов и през юли 1924 година при селата Илиово и Калиманци води целодневно сражение със сръбска потеря.
По-късно е четник при Харалампи Златанов. На 16 октомври 1925 година Златанов заедно с Димитър Медаров, Евтим Клепков и Димитър Иванов, са обградени в родното му село от над 1000 сръбски жандармеристи и войници. Сражението продължава цял ден, като сръбските части използват и две оръдия. Клепков и Иванов загиват, а Харалампи Златанов се самовзривява пред сръбската потеря. Раненият Димитър Медаров успява да се спаси. Сръбските части дават 22 убити и 10 ранени.
Иван Михайлов пише:
| „ | Четникът Димитър Медаров, заедно със съселянина му Харалампи Златанов (Шарен Ампо) са наистина гордост за родното им село Дулица... Много пъти участва в сражения. При едно от тях бе ранен в устата... Медаров бе безпределно верен на ВМРО. Характерът му бе стоманен. Не се спираше пред опасности. Но бе и много буден, макар да бе едва свършил основно училище. | “ |

На 4 март 1930 година Димитър Медаров и Никола Стаменков застрелват от упор Васил Пундев, заедно с телохранителя му Стоян Димитров, в градинката до Народното събрание в София, като жертвата им е посочена от репортера на вестник „Македония“ Страхил Топуков, заради което двамата са осъдени на по 15 години затвор.
След освобождението на Кочанско в 1941 година Медаров подпомага новоустановеното българско управление. При появата на комунистическите партизани Медаров оглавява Кочанската контрачета, в която влизат около 200 души.
След като Вардарска Македония попада в ръцете на комунистите през септември 1944 година Медаров остава нелегален и се бори за откъсването на Вардарска Македония от Югославия и против налагането на македонизма. Властите го залавят и на процес, в който подсъдими са още 10 души от Кочанско, на 27 декември 1946 година го осъждат на смърт. Медаров успява да се самоубие в затвора в Кочани в навечерието на екзекуцията си, заколвайки се с изострената си чрез търкане в цимента като бръснач лъжица пред очите на пазачите си. Останалите подсъдими получават различни срокове затвор – Йордан Димитров – 15 години, Славко Соколов Димитров – 10 година, а Алекси Наумов, Стоян Стоилков, Манаско Деспотов, Иван Тачев Георгиев, Тодор Спасов, Никола Варадинов и Борис Апостолов по 5 години.